# Free Software Song

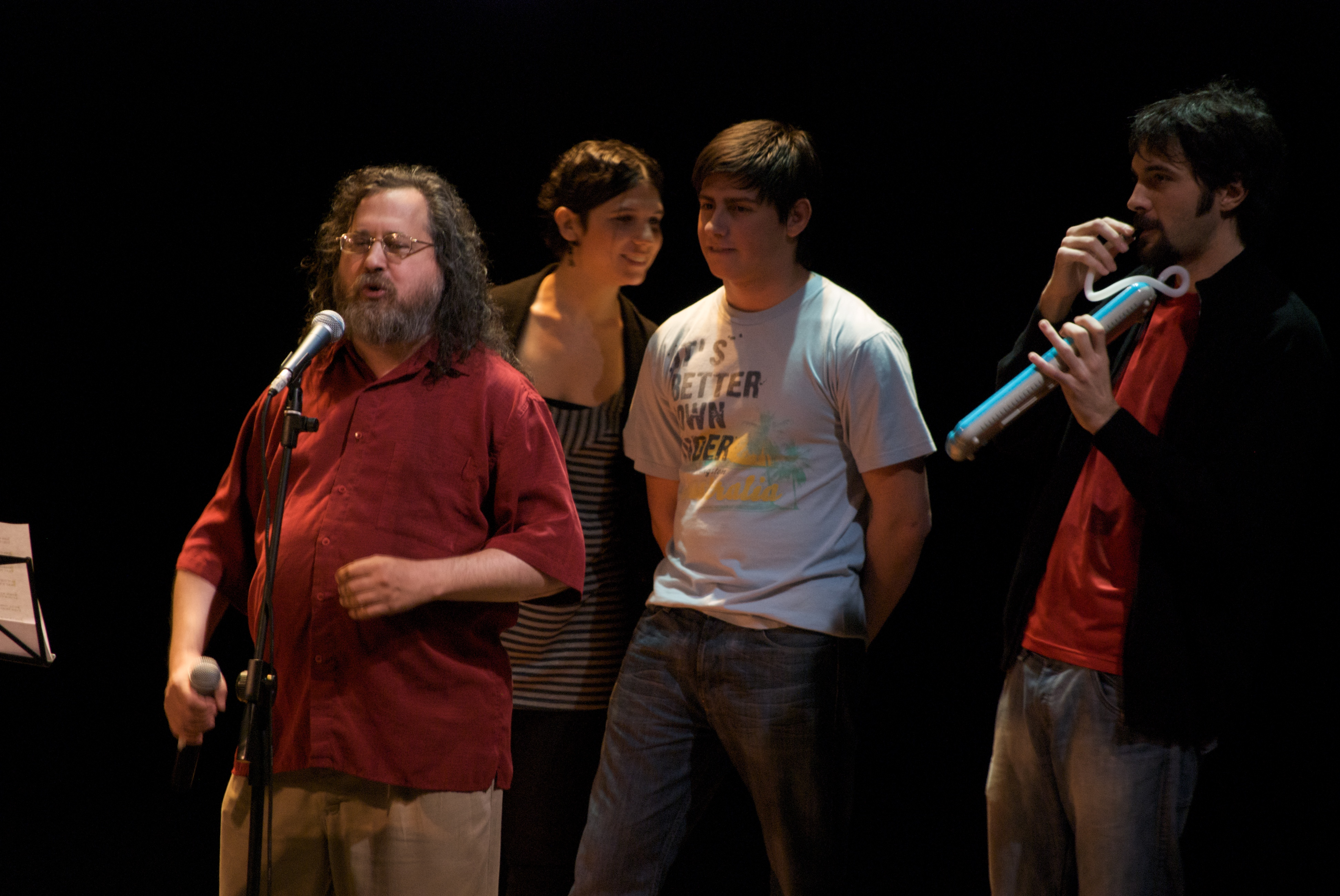
Richard Stallman beim Singen des Free Software Song

Der Free Software Song ist ein Lied von Richard Stallman über freie Software. Das Lied zählt zur Musikrichtung des Filk und benutzt die Melodie des bulgarischen Volksliedes Sadi Moma.

## Entstehung
Nach Angaben von Richard Stallman entstand das Lied auf einer Science-Fiction-Convention, die vermutlich Anfang 1991 stattfand. Dort nahm Stallman mit etwa zwanzig anderen Personen an einem „bardic circle“ teil, bei dem jeder Teilnehmer der Reihe nach die Möglichkeit hatte, ein Lied zu singen oder jemanden anderes darum zu bitten. Stallman schrieb daraufhin spontan den Free Software Song, da seines Wissens noch niemand ein Filk-Lied über freie Software geschrieben hatte und es daher an der Zeit gewesen sei.

## Text

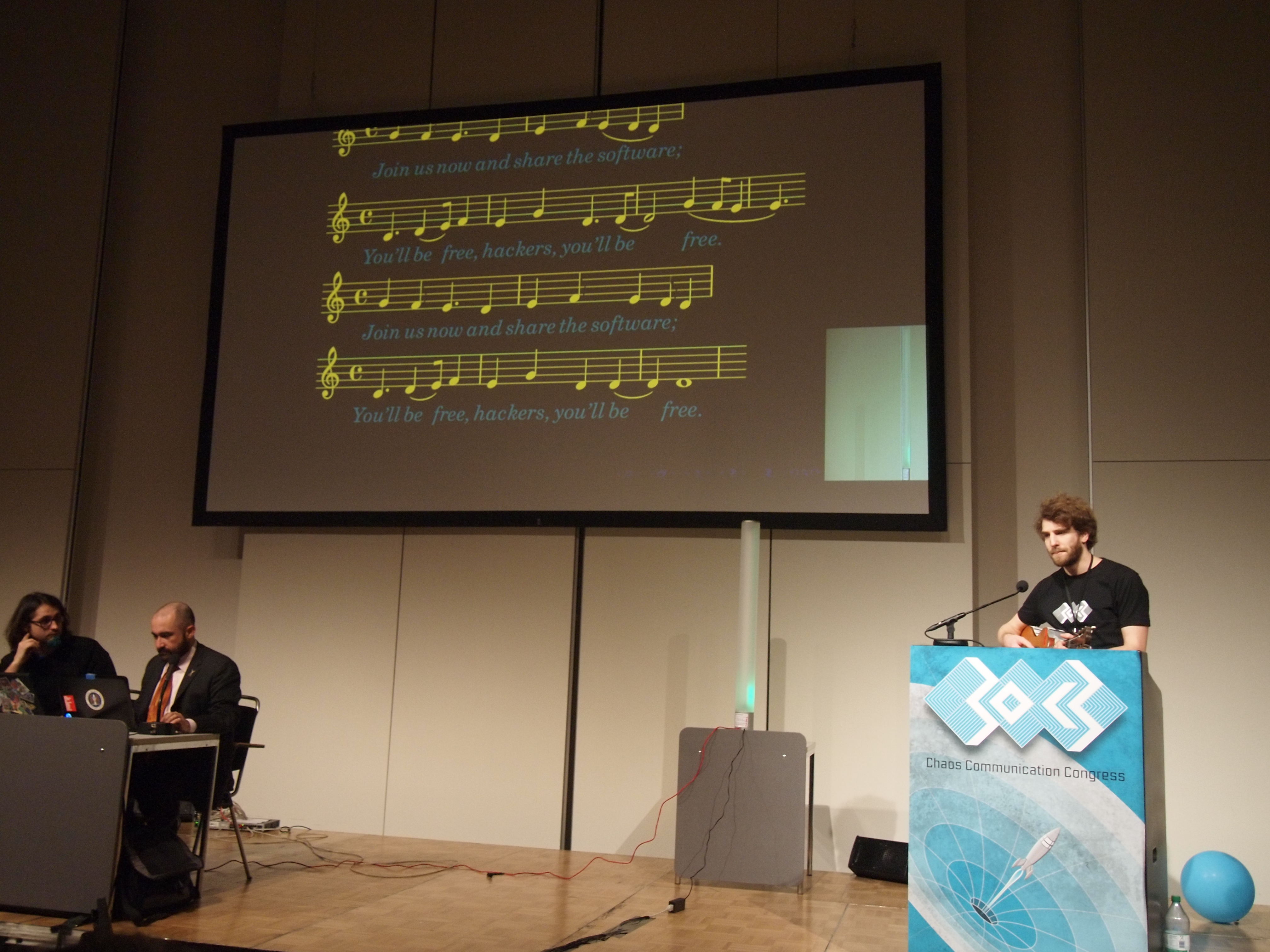
Gemeinsames Singen des Free Software Song mit MQuintus auf dem 30C3

Der Text des Liedes ist gemeinfrei und lautet:
Join us now and share the software;

You’ll be free, hackers, you’ll be free.

Join us now and share the software;

You’ll be free, hackers, you’ll be free.

Hoarders can get piles of money,

That is true, hackers, that is true.

But they cannot help their neighbors;

That’s not good, hackers, that’s not good.

When we have enough free software

At our call, hackers, at our call,

We’ll kick out those dirty licenses

Ever more, hackers, ever more.

Join us now and share the software;

You’ll be free, hackers, you’ll be free.

Join us now and share the software;

You’ll be free, hackers, you’ll be free.

## Rezeption
Im Laufe der Zeit entstanden viele Coverversionen und Neuinterpretationen. So gibt es beispielsweise eine Metal- und eine Techno-Version. In den Dokumentationen Revolution OS und Codename: Linux kommt der Free Software Song vor.
Im Zeitalter von KI gibt es inzwischen etliche KI-generierte Versionen des Songs.